# Hochoetz

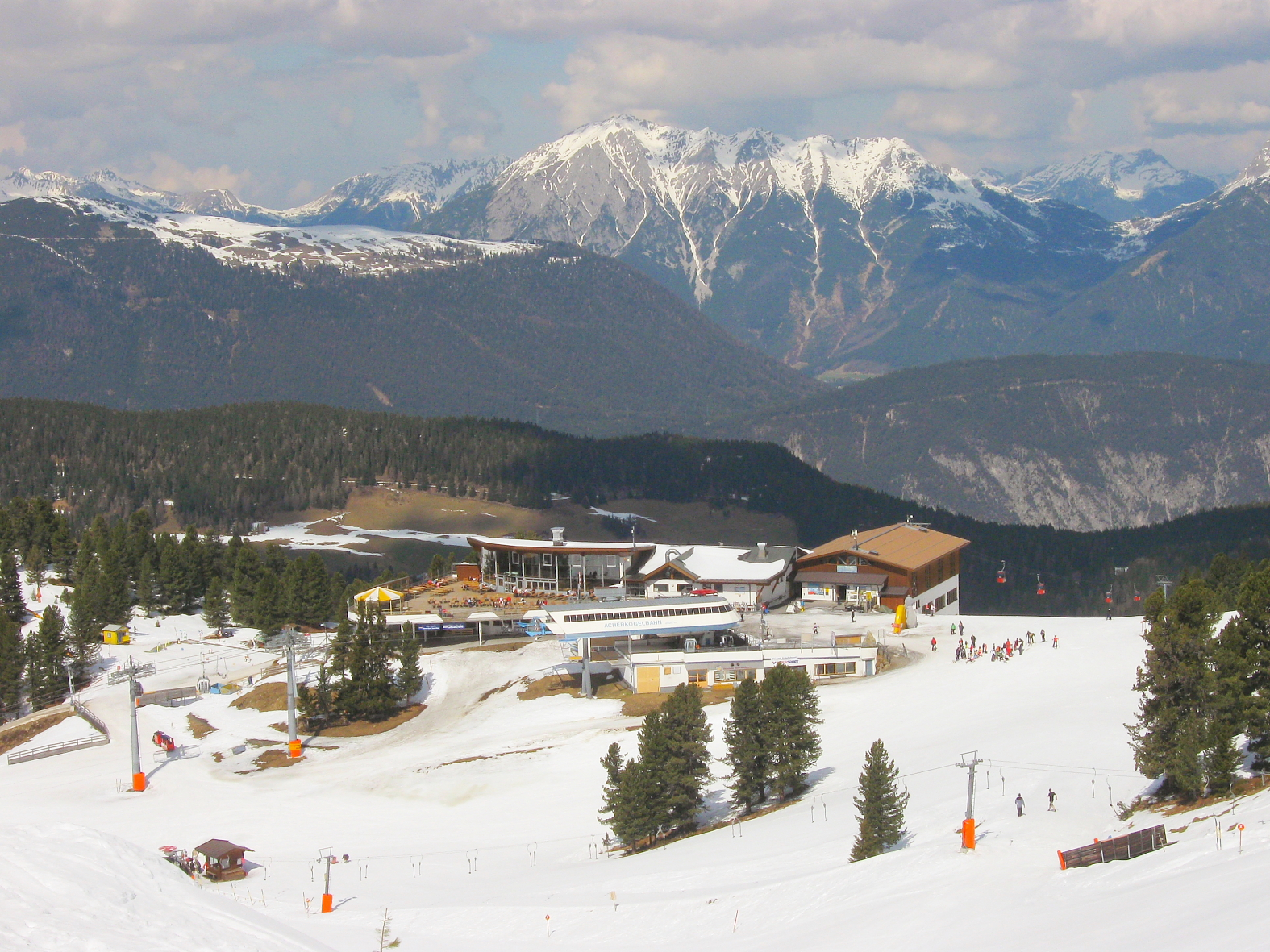
Panoramarestaurant und Bergstationen der beiden nach Hochoetz führenden Gondelbahnen

Hochoetz ist ein österreichisches Schigebiet in Tirol, oberhalb von Oetz, das sich auf der östlichen Hangseite des Ötztaler Taltroges befindet. 
Der Zugang zum Schigebiet Hochoetz ist mit zwei Gondelbahnen möglich: Zum einen führt von Oetz aus die 2831 m lange 8er-Einseilumlauf-Acherkogelbahn hinauf, zum anderen besteht die Möglichkeit, mit der 8er-Einseilumlauf-Ochsengartenbahn in das Schi- und Wandergebiet zu gelangen. Diese Zugangsvariante erfordert zwar eine serpentinenreiche Anfahrt von dem auf etwa 800 Metern gelegenen Talgrund des Ötztales zu der auf ca. 1500 Meter gelegenen Talstation Ochsengarten, bietet aber im Winter die Möglichkeit, die Talstation über eine Abfahrt anzufahren. Eine Abfahrt zur Talstation der Acherkogelbahn in Oetz ist hingegen nicht möglich. Das Skigebiet gilt als familienfreundlich und kann bis zu 100 % mit Schneekanonen beschneit werden. Dazu wurde 2015 ein Speicherteich errichtet.
Als Hochötz Mitte der 1970er-Jahre ins Leben gerufen, wurde der Name später zu Hochoetz. 2019 wurde er in Hochöetz abgewandelt, eine Schreibweise, die seitdem für Verwirrung sorgt.
Einige Jahrzehnte lang bestand seitens der Eigentümer der Wunsch, das Schigebiet Hochoetz mit jenem von Kühtai zu verbinden. Im Jahr 2019 präsentierten die Betreiber einen Plan, der einen Zusammenschluss über die Feldringer/Böden und das Schafjoch vorsah. Nach Protesten aus der Bevölkerung dagegen wurde das Projekt wieder zurückgezogen.
Im Jänner 2024 gelangte das Schigebiet nach einem Gondelabsturz mit 6 Verletzten, 4 davon schwer, auf der Trasse der Acherkogelbahn europaweit in die Schlagzeilen. Am 28. August wurde das Ermittlungsverfahren wegen fahrlässiger Körperverletzung gegen den Betriebsleiter und einen Waldaufseher eingestellt. Das Unglück war nicht verhinderbar.

## Bilder

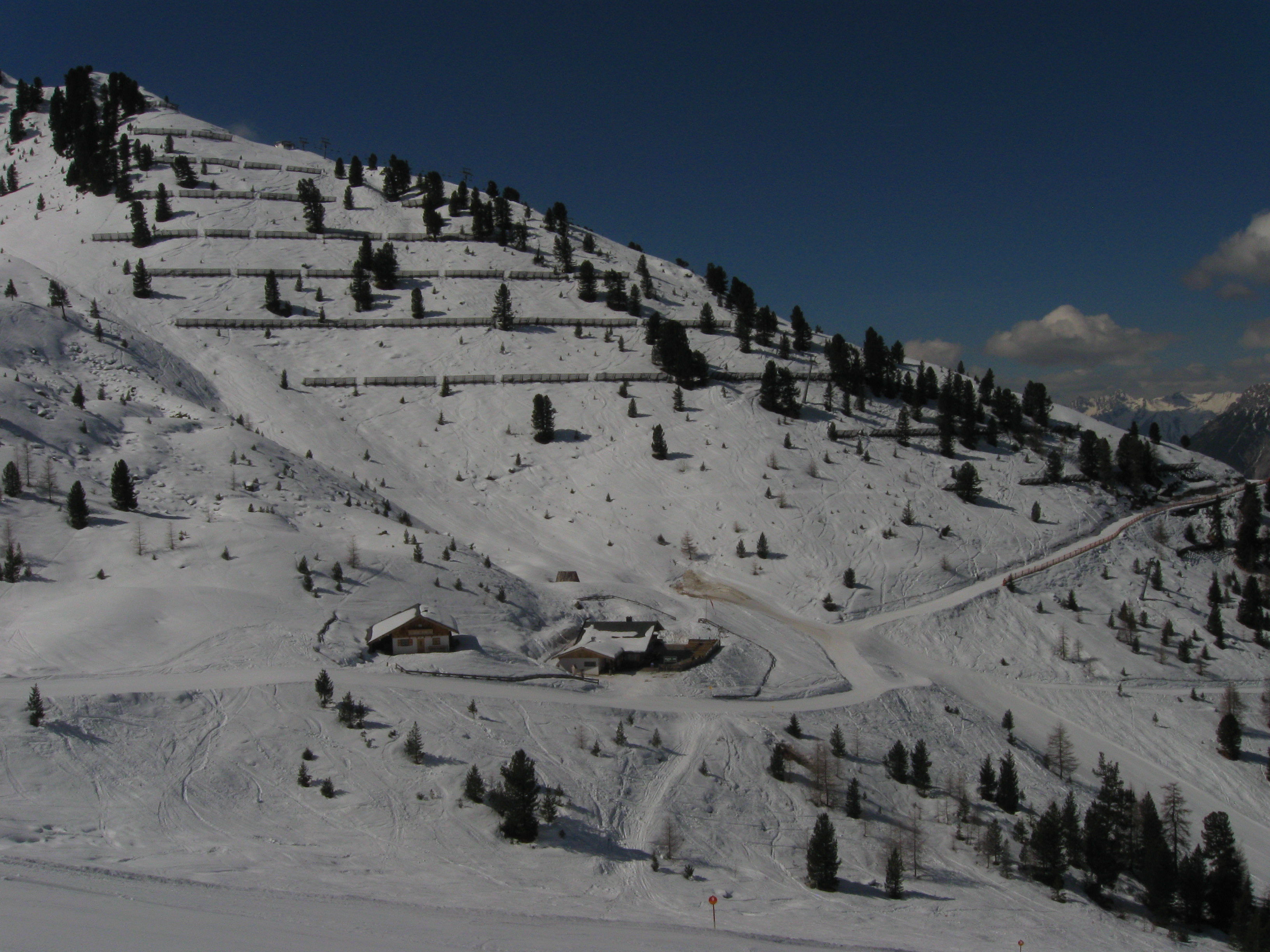
Im Gebiet der Balbach-Alm
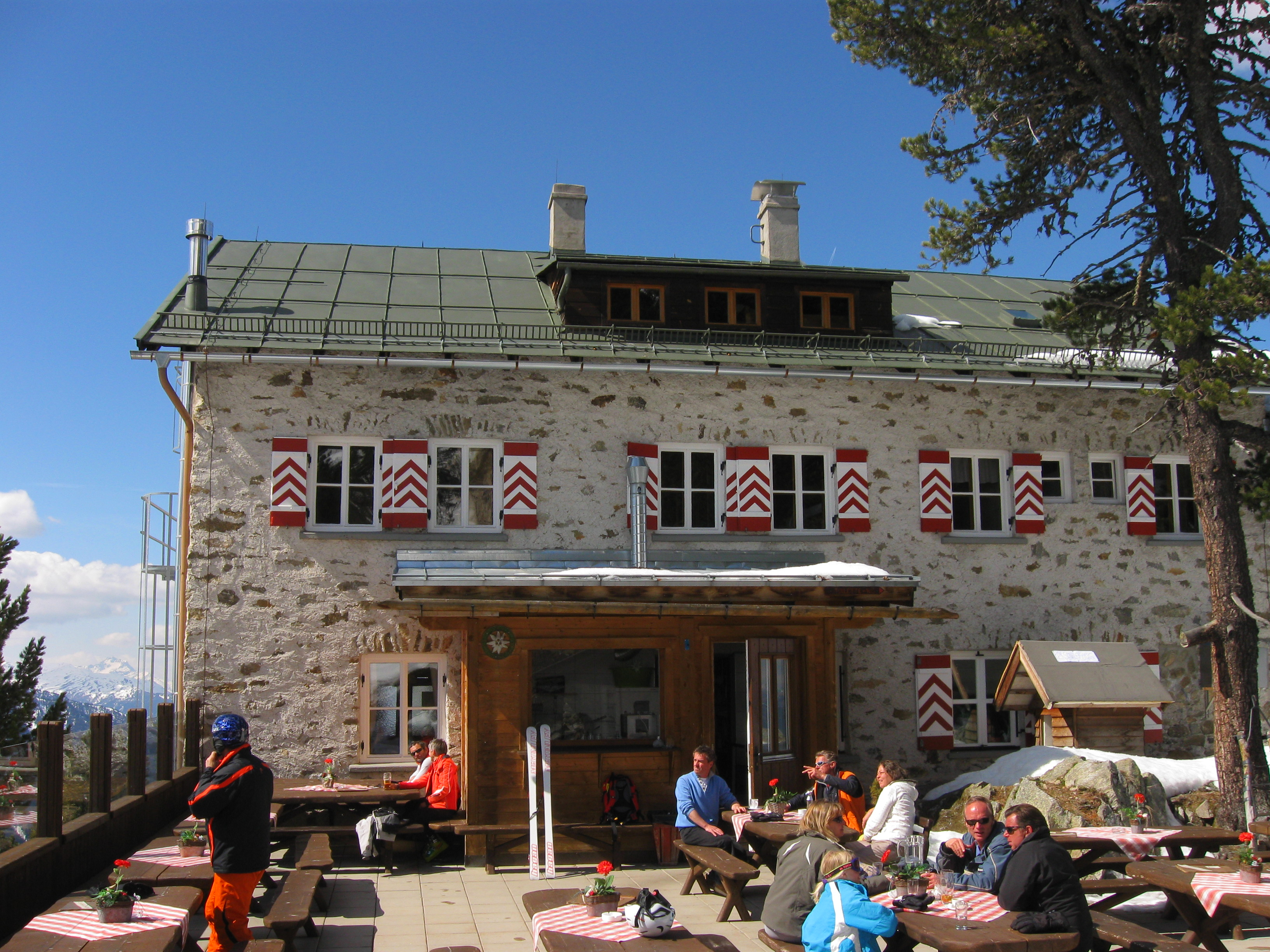
Die Terrasse der Neuen Bielefelder Hütte
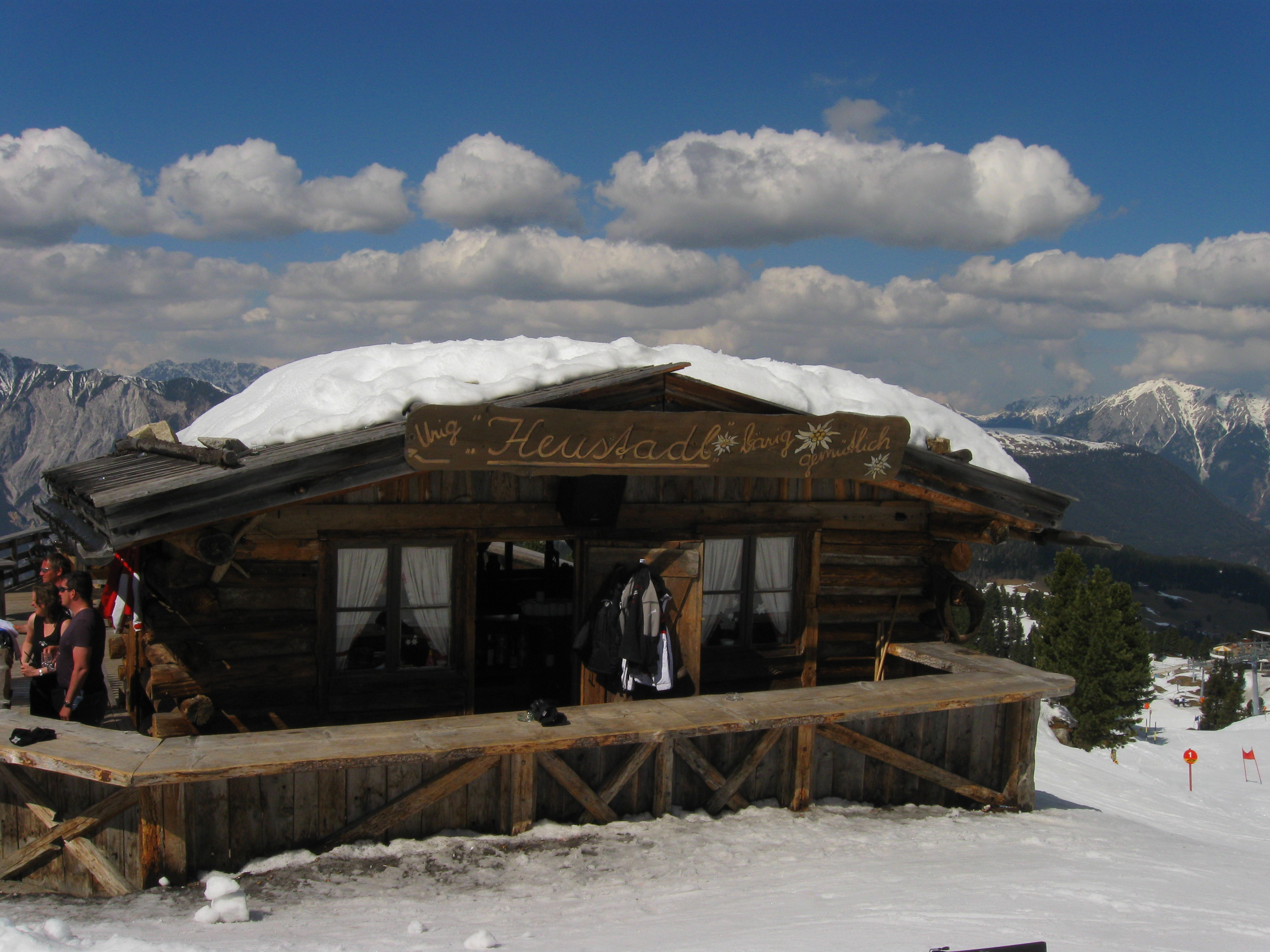
Die Einkehrstation Heustadl
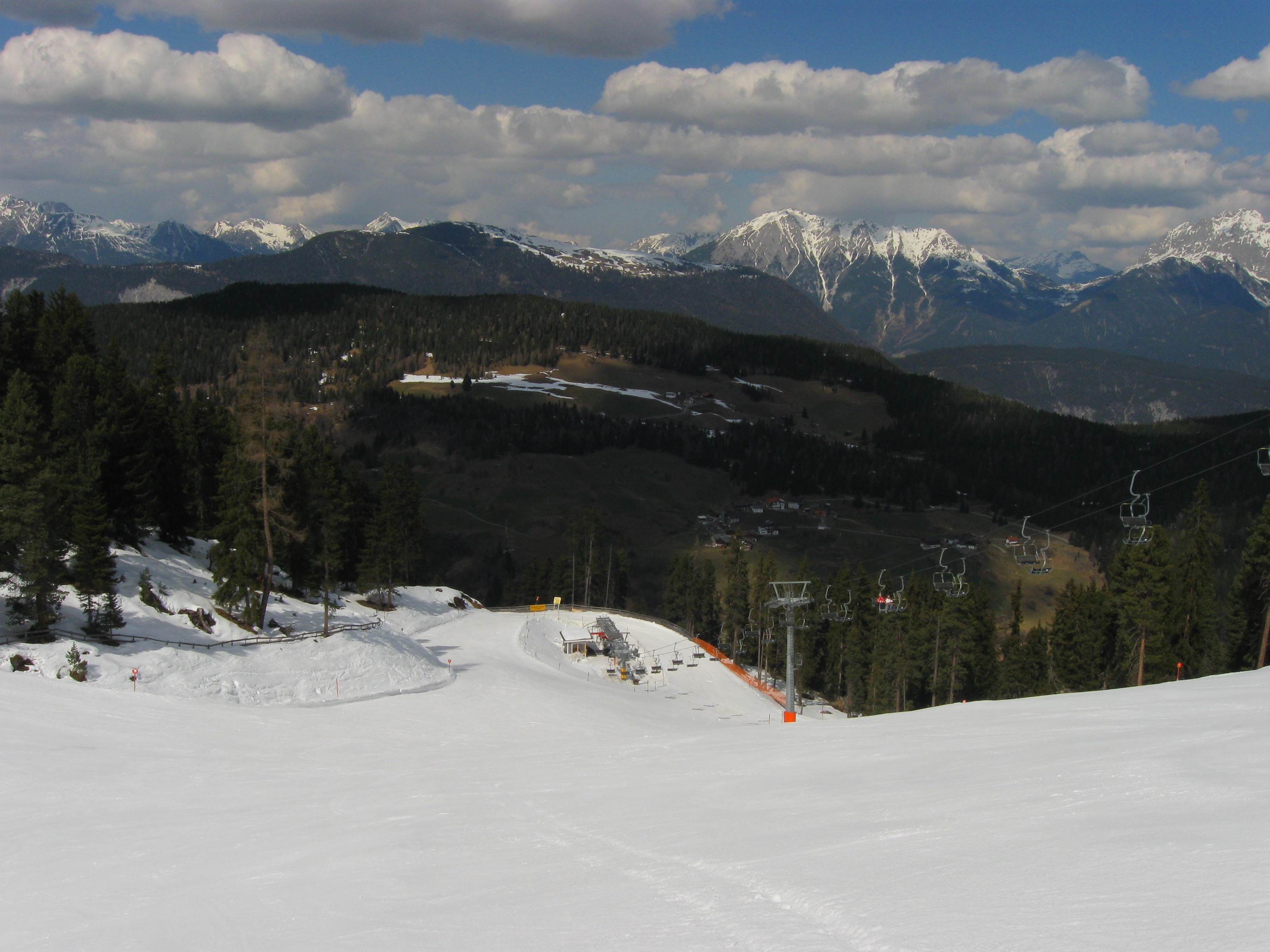
Der Kühtailelift